# Numa Ayrinhac

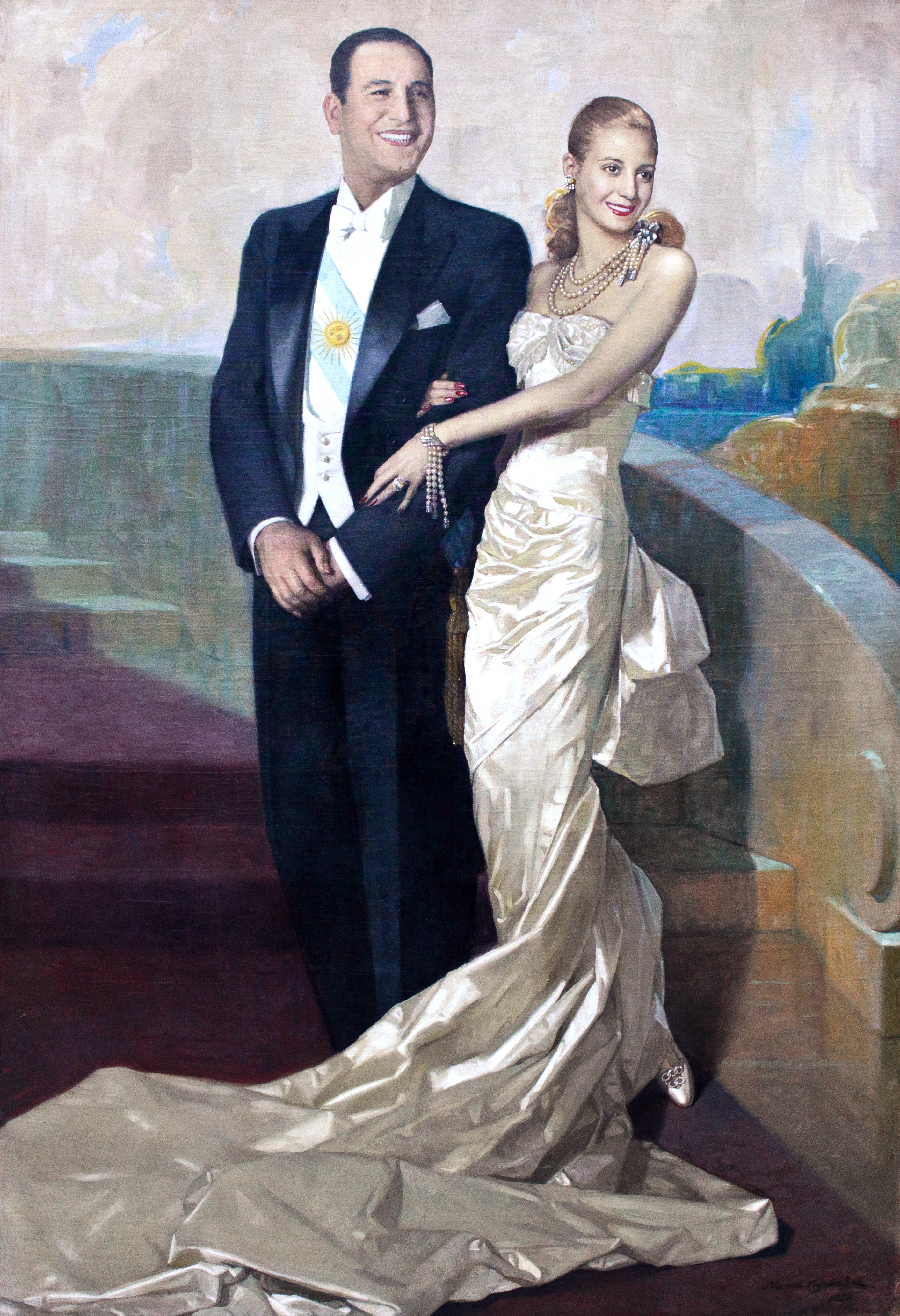
"Retrato de Juan Domingo Perón y Eva Duarte", por Numa Ayrinhac

Numa Ayrinhac (Espalion, 5 de septiembre de 1881 — Buenos Aires, 23 de marzo de 1951) fue un pintor y escultor franco-argentino, originario del departamento del Aveyron, conocido principalmente por los cuadros que pintara de Juan Domingo Perón y Eva Perón.

## Biografía
Numa Ayrinhac migró desde Francia a la Argentina con su familia cuando tenía cinco años, radicándose en la colonia francesa de Pigüé, en la frontera oeste de la provincia de Buenos Aires.
Estudió pintura con Ernesto de la Cárcova. Realizó numerosos trabajos sobre paisajes y personalidades del sur de la provincia de Buenos Aires, y especialmente Pigüé. Sus paisajes eran habitualmente publicado por el Diario La Nación.
Durante el gobierno de Juan Perón, fue el único pintor elegido por Eva Perón para que la retratara. Ayrinhac realizó un importante retrato de la madre de Evita (1947), Juana Ibarguren y otro de su hermano Juan Duarte. Su cuadro más famoso es el retrato de cuerpo entero de Juan Perón y Eva Perón, de 1948, único oficial realizado a la pareja, actualmente en poder de la Casa Rosada y expuesto en el Museo del Bicentenario. En este retrato Evita, de 27 años, viste un famoso vestido diseñado por Jacques Fath, que fue vendido en 1995 y comprado por el empresario Carlos Spadone.
En 1950 pintó el retrato de Evita que luego fuera utilizado como tapa del libro La razón de mi vida. El cuadro original fue destruido por los militares que realizaron el golpe de Estado que derrocó a Perón en 1955. Murió en Buenos Aires el 23 de marzo de 1951.

### Para ver
Las obras de Numa Ayrinhac pueden ser observadas en los siguientes sitios:
- Retrato del presidente Juan Domingo Perón y Eva Duarte de Perón, óleo sobre tela, Presidencia de la Nación Argentina, Museo de los Presidentes de la Casa Rosada. Se trata del único retrato oficial de Perón y Evita.[2]
- Retrato de Eva Perón, 1950, único retrato oficial de Eva Perón. Reproducido en el libro La razón de mi vida. Destruido en 1955.
- "Paisaje", óleo sobre tela 45 x 55 cm, Galería Museo Aguilar